# Мас, Энрик
Энрик Мас (исп. Enric Mas; род. 7 января 1995, Арта, остров Мальорка, провинция Балеарские острова, Испания) — испанский профессиональный шоссейный велогонщик, выступающий с 2017 года за команду «Deceuninck-Quick Step».

## Карьера
В 2017 году дебютировал на Вуэльта Испании 2017. В 2018 году на Вуэльте Испании одержал первую победу на этапах Гранд-тура и стал вторым в генеральной классификации.

## Достижения
2012
1-й  Чемпионат Испании среди юниоров в индивидуальной гонке
2014
4-й Course de la Paix (U-23)
2016
1-й  Вольта Алентежу
1-й  Очковая классификация
1-й на этапе 2
1-й  Tour de Savoie Mont Blanc
1-й  Очковая классификация
1-й  Молодёжная классификация
2-й Giro della Valle d'Aosta
1-й  Очковая классификация
2017
2-й Вуэльта Бургоса
1-й  Молодёжная классификация
2018
2-й Вуэльта Испании
1-й  Молодежная классификация
1-й на этапе 20
4-й Тур Швейцарии
1-й  Очковая классификация
6-й Тур Страны Басков
1-й  Молодёжная классификация
1-й на этапе 6
2019
4-й Волта Алгарви
9-й Вуэльта Каталонии

## Статистика выступлений

### Многодневки
| Гранд-туры          |      |      |      |
| Гонка               | 2017 | 2018 | 2019 |
| Джиро д'Италия      | —    | —    |      |
| Тур де Франс        | —    | —    |      |
| Вуэльта Испании     | 71   | 2    |      |
| Многодневки         |      |      |      |
| Гонка               | 2017 | 2018 | 2019 |
| Париж — Ницца       | —    | —    | —    |
| Тиррено — Адриатико | —    | —    | —    |
| Вуэльта Каталонии   | 75   | 44   | 9    |
| Тур Страны Басков   | 14   | 6    | —    |
| Тур Романдии        | —    | —    |      |
| Критериум Дофине    | НФ   | —    |      |
| Тур Швейцарии       | —    | 4    |      |

| —  | Не участвовал  |
| НФ | Не финишировал |